# Nigar Camal
Nigar Aydın qızı Camal, nota anche con lo pseudonimo di Nikki (nata Mütəllibzadə; Baku, 7 settembre 1980), è una cantante azera.

## Biografia
Nata e cresciuta a Baku, nella RSS Azera, nel 1997 entrò all'Università Khazar, conseguendo in 4 anni una laurea in economia e management. Nel 2005 si è trasferita nel quartiere di Enfield, Londra insieme al marito e alle due figlie.

### Carriera musicale

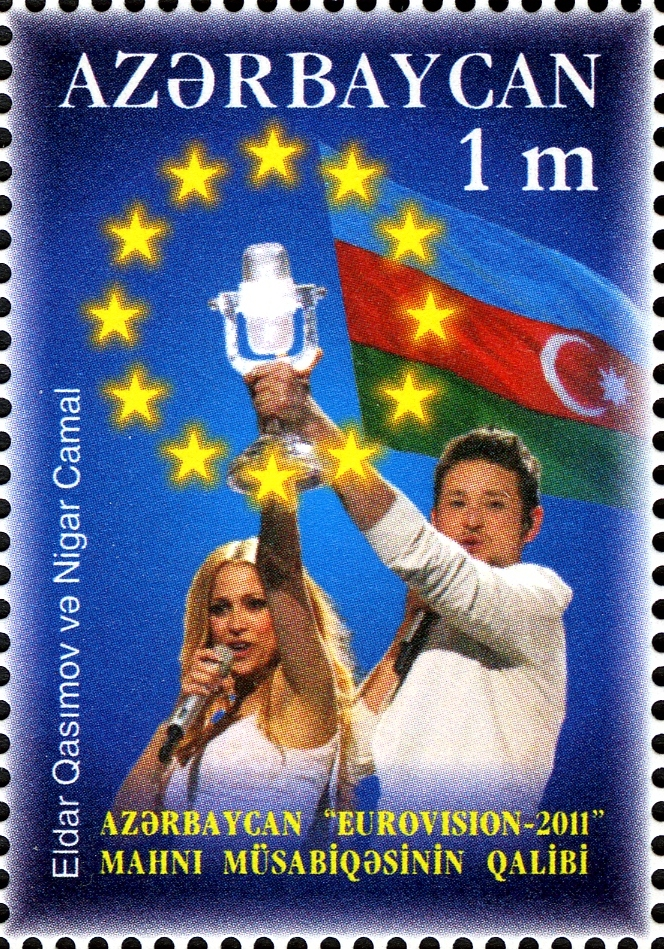
Francobollo commemorativo della vittoria

Nel 2011 prese parte al Milli Seçim Turu, metodo di selezione nazionale dell'Azerbaigian per l'Eurovision Song Contest 2011 di Düsseldorf, Germania. Nella finale dell'evento una giuria di esperti decretò lei ed Eldar Qasımov vincitori, sancendo che entrambi avrebbero dovuto rappresentare il paese all'evento. Successivamente fu selezionato tra altre 15 proposte il brano Running Scared che i due portarono alla manifestazione europea, vinta con 221 punti.
La vittoria fu ampiamente celebrata in patria tanto che le poste azere stamparono un francobollo che celebrava la vittoria del duo all'Eurovision Song Contest. Inoltre l'emittente azera İctimai TV accettò l'invito ad ospitare l'Eurovision Song Contest 2012, costruendo ex novo la sede dell'evento, al quale il duo partecipò come da tradizione.
Poco dopo la vittoria iniziò la sua carriera da solista pubblicando il singolo Crush on You, seguito da Qal e da una collaborazione con il cantante russo Dima Bilan, anch'egli vincitore dell'Eurovision Song Contest nel 2008. Nel 2014 ha pubblicato il suo primo album.

## Discografia

### Album in studio
- 2014 – Play with Me

### Singoli
- 2011 – Running Scared (con Eldar Qasımov)
- 2011 – Crush on You
- 2012 – Qal (con Miri Yusif)
- 2012 – Come Into My World (con Dima Bilan)
- 2012 – Play with Me
- 2012 – One with the Music
- 2012 – Sevdiyimə nifrət edirəm
- 2013 – Music's Still Alive (con Eldar Qasımov)
- 2015 – Broken Dreams
- 2015 – Herhalde (con Berksan)